# （本）噂のストリッパー
『（本）噂のストリッパー』（まるほんうわさのすとりっぱー）とは、1982年9月15日に公開された日本映画。日活ロマンポルノの1作品である。正式なタイトルは「（本）」の部分が◯の中に「本」を入れたもの。
監督・脚本は森田芳光。森田にとっては日活ロマンポルノ作品初監督の作品である。

## あらすじ
とある場末のストリップ劇場で踊り子を勤めるグロリアに一目惚れした青年・洋一。洋一はグロリアが他の劇場に移ったのも知らず、悶々とした日々を過ごす中、グロリアと肉体関係があった照一にビニ本屋で呼び止められ、グロリアの出演劇場へ赴くことに。そこでグロリアが金欲しさにまな板ショーを行っていることに洋一はショックを受けるが、洋一自身もまな板ショーの虜になってゆく。

## キャスト
- グロリア:岡本かおり
- 洋一:宮脇康之
- 好子:太田あや子
- キリス・アイ:吉川遊土
- レディ:三崎奈美
- 白黒ショーの女:大高範子
- ディスコ・クィーン:森田日記
- 孝政:金田明夫
- 照一:上野淳
- 鶴田忍、玉井謙介、江藤漢、佐藤恒治、新井真一、石神一、中原鏡子、増尾久子

## エピソード
- 千葉県浦安市に当時実在したストリップ劇場「浦安劇場」にて撮影が行われた。作中では岡本扮するグロリアが浦安の街を闊歩するシーンも収められている。
- 1980年に三原順子との交際が発覚して以来、芸能界を事実上干されていた宮脇康之にとって、まさに起死回生を賭けた作品であった。しかし、宮脇は後年、「あの作品が僕の評判を落とした」[1]と、本作品の関係者に対して極めて礼を失した発言を行っている。また、続編も制作予定であったものの、宮脇自身が乗り気でなかった事などもあり御破算となった[1]。
- 岡本かおりの「正式デビュー」作品である。この作品以降、岡本は多数の日活ロマンポルノ作品に出演し実績を積み重ね一般作品に進出するが、一般のテレビドラマ・映画に出演するようになってからはロマンポルノの出演履歴を公式プロフィールから抹消しており、現在のプロフィールでは同じ森田監督の一般作品である『家族ゲーム』を「デビュー作」としている。
- 森田にとっては前作『シブがき隊 ボーイズ & ガールズ』に次ぐ3作目の作品である。当初は本作が『の・ようなもの』に次ぐ第2作目となる予定だったが、『シブがき隊～』のプロデューサーである増田久雄が「デビュー作で注目を集めた森田を飛躍させるためには次の2作目が重要である」とにっかつ側を説得し、にっかつが快諾して本作が第3作目となった[2]。